# Kościół Najświętszej Maryi Panny Różańcowej w Pępicach
Kościół Najświętszej Maryi Panny Różańcowej – rzymskokatolicki kościół filialny w Pępicach. Świątynia należy do parafii Miłosierdzia Bożego w Brzegu w dekanacie Brzeg południe w archidiecezji wrocławskiej. Dnia 8 kwietnia 1964 roku, pod numerem 774/64 kościół został wpisany do rejestru zabytków województwa opolskiego.

## Historia kościoła
Kościół w Pępicach został wybudowany w 1606 roku. Drewnianą wieżę dobudowano w 1741 roku.